# Polikarpov I-3
El Polikárpov I-3 (en ruso: Поликарпов И-3) fue un caza biplano monomotor diseñado por el ingeniero Nikolái Polikárpov, más tarde director de la oficina de diseño homónima (OKB), desarrollado en la Unión Soviética a finales de la década de 1920. Entró en servicio en 1929, pero fue retirado en 1935 año en el que fue sustituido por modelos más efectivos y con mejor rendimiento general.

## Diseño y desarrollo
El desarrollo del I-3 comenzó a mediados de 1926 después de que se completaran las investigaciones sobre la pérdida del Polikarpov DI-1. Aunque el nuevo biplano compartía muchas de las características del diseño anterior, incluido el diseño escalonado de las alas en sesquiplano, era un nuevo diseño. Fue diseñado por el OSS (en ruso: Otdel Sookhoputnykh Samolyotov) de Aviatrest (Aviation Trust) bajo la supervisión de Nikolái Nikoláyevich Polikárpov, diseñador jefe del departamento. Hubo mucho debate dentro de la OSS sobre el motor adecuado para el nuevo caza, pero Polikárpov rechazó el motor radial Wright R-2160 Tornado y se decidió por el motor V12 refrigerado por líquido BMW VI. Una maqueta de madera se completó en abril de 1927, pero la aprobación formal del diseño no llegó hasta el 3 de junio de 1927. Las pruebas estáticas de un modelo de tamaño completo comenzaron en octubre al mismo tiempo que finalizaban las negociaciones para obtener una licencia para el motor BMW.
El I-3 tenía un fuselaje semimonocasco de sección ovalada cubierto con madera contrachapada de abedul moldeada 'shpon', con un pequeño reposacabezas encajado en el fuselaje, aunque el motor estaba encerrado en una capota de metal. Las alas de dos vigas estaban cubiertas de madera contrachapada y tela y tenían un perfil tipo Clark Y. Se instalaron alambres de refuerzo internos para reforzar las alas. Las superficies de control estaban enmarcadas en duraluminio, pero cubiertas de tela. Estaba provisto de alerones diferenciales tipo Frise. Los puntales de duraluminio tipo N que separaban las alas y unían el ala superior al fuselaje tenían un perfil en forma de lágrima. Fueron reforzados con alambres de refuerzo de acero. El tren de aterrizaje convencional se fijó con amortiguadores de goma y el patín de cola se hizo de duraluminio. El tren principal podría ser reemplazado por esquís como los instalados en el Polikarpov R-1. El radiador semi-retráctil del motor se extendía por debajo del fuselaje detrás de los puntales del tren principal trasero.
Se colocaron dos tanques de combustible, el principal en el fuselaje, pero en la sección central del ala superior se encontraba un pequeño tanque de 2,5 litros, utilizado principalmente para arrancar el motor, junto con el tanque del refrigerante del motor. El modelo trasportaba un total de 210 kg de combustible. Inicialmente, el I-3 estaba equipado con dos ametralladoras Vickers sincronizadas fijas de 7,62 mm, pero luego fueron reemplazadas por ametralladoras PV-1. Se proporcionó una mira óptica central OP-1 con una mira anular KP-5 desplazada a estribor. Algunos aviones tenían bastidores de bombas para transportar dos bombas de 11,5 kg.
El primer prototipo se completó a principios de 1928 y realizó su primer vuelo el 21 de febrero. Las pruebas del fabricante finalizaron el 10 de marzo y las pruebas de aceptación del estado el 14 de abril. Los pilotos del NII VVS (en ruso, Naoochno-Issledovatel'skiy Institoot Voyenno-Vozdooshnykh Seel - Instituto de Pruebas Científicas de la Fuerza Aérea) criticaron la falta de estabilidad direccional a altas velocidades y un ligero problema en la respuesta de control entre maniobras. Se aumentó el área de la cola vertical y se equilibraron los elevadores de bocina para aliviar el primer problema, mientras que los alerones divididos abordaron el segundo problema. Dado que la producción había comenzado antes de que el avión fuera aprobado para su uso, los primeros cuarenta aviones se completaron con el plano de cola más pequeño. Un segundo prototipo se completó en agosto de 1928 y probó una hélice diferente optimizada para alta velocidad que aumentó la velocidad máxima a 283 km/h, aunque alargó la carrera de despegue. Los primeros 39 aviones completados, más los dos prototipos, usaban motores importados, pero el resto usaba el Mikulin M-17 construido bajo licencia. Se construyeron aproximadamente 400, mientras que los historiadores Gordon y Dexter citando fuentes que indican 389 o 399. También proporcionan una tabla de producción anual que enumera 35 construidos en 1928, 47 en 1929, 250 en 1930 y 55 en 1931, que suman 389 cuando se incluyen los dos prototipos.

## Variantes

### DI-2
El DI-2 (en ruso: ДИ-2 Dvukhmesnyy Istrebitel, lit. 'Caza biplaza') era una variante ampliada de dos asientos. Tenía un marco adicional agregado al fuselaje, una envergadura extendida y un timón agrandado. Se montaron dos ametralladoras DA de 7,62 mm en un anillo Scarff en la cabina del observador. Se completó un prototipo a principios de 1929 y realizó su primer vuelo en mayo de ese mismo año. Sin embargo, el prototipo se estrelló debido a una falla del estabilizador en una inmersión posterior en 1929, matando al piloto.

## Historial operativo
Las entregas iniciales en 1929 fueron enviadas al Distrito Militar de Bielorrusia donde reemplazaron al Grigorovich I-2. Equiparon los 4.º y 7.º escuadrones (en ruso: Aviaeskadril'ya - escuadrón aéreo), más tarde los 106.º y 107.º escuadrones de caza (en ruso: Istrebitel'naya aviaeskadril'ya - escuadrones aéreos de combate) en Smolensk; los 13.º y 5.º escuadrones, más tarde los 108.º y 7.º escuadrones de caza, en Briansk, el 9.º Escuadrón y los 17.º y 19.º escuadrones, que más tarde se convirtieron en los 116.º y 117.º escuadrones de caza. Las unidades con base en Ucrania comenzaron a recibir unidades de este caza al año siguiente. Equiparon el 3.er Escuadrón, más tarde el 109.º Escuadrón de Cazas, y el 73.º Destacamento Aéreo (Aviaotryad) en Kiev y el 91.º Escuadrón, más tarde el 33.º Escuadrón de Cazas, en Babruisk. Otros fueron entregados a las 1.ª, 2.ª y 3.ª Escuelas de Pilotos Militares.
El 1 de octubre de 1930, 252 I-3 estaban en servicio y 282 un año después. 297 estaban disponibles el 1 de enero de 1932, aunque cayó a 249 un año después y 239 hacia finales de 1933. Fue relegado a papeles secundarios en 1935 cuando entraron en servicio nuevos y más poderosos cazas Polikarpov, en particular el I-5, I-15 y el I-16.

## Operadores
Unión Soviética
- Fuerza Aérea Soviética

## Especificaciones
Referencia datos: Istoriia konstruktskii samoletov v SSSR do 1938 g.

### Características generales
- Tripulación: Dos (piloto y observador)
- Longitud: 8,08 m
- Envergadura: 11 m
- Altura: 4,25 m
- Superficie alar: 27,85 m2
- Peso vacío: 1400 kg
- Peso máximo al despegue: 1846  kg
- Planta motriz: 1× Motor de pistón V-12 refrigerado por líquido BMW VI.
  - Potencia: 545 kW (751 HP; 741 CV)
- Hélices: 1× Bipala de paso fijo por motor.

### Rendimiento
- Velocidad nunca excedida (Vne): 278 km/h 5000 m
- Alcance: 585 km (316 nmi; 364 mi)
- Techo de vuelo: 7200 m
- Régimen de ascenso: 12 minutos 36 segundos hasta 5000 m
- Carga alar: 66 kg/m² (13,5 lb/ft²)
- Potencia/peso: 0,295 kW/kg (0,179 hp/lb)

### Armamento
- Ametralladoras: 2× PV-1 de 7,62 mm